# Vittsjö
Vittsjö es una localidad situada en el municipio de Hässleholm, Escania, Suecia, con 1854 habitantes en 2018.

## Historia
Vittsjö se encuentra en el oeste del Distrito Göinge, entonces län Kristianstad. Se amplió en 1952 mediante la fusión con el grupo de Verum y municipios Visseltofta.

## Geografía
Vittsjö tiene una altitud de 366 metros. La ciudad está situada en 61 ° 7 'de latitud 0N y 16 ° 6' longtiude 0E. Pueblos cercanos son Skalsjo, Skraddrabo, Alvkarlhed, Mossbo, Annefors, Gruvberget, Rimsbo, Spaksjon, y Bastasen. Hay una estación de tren y una carretera principal, la ruta 117.

## Gente famosa
- Fredrik Ljungberg, nació Vittsjö pero vivía en Halmstad
- Nilla Fischer
- Gustav Fridolin
- Bildsköne Bengtsson
- Peps Persson
- KG Hammar
- Gunhild Sehlin